# Hilde Frafjord Johnson
Pour les articles homonymes, voir Johnson.
Hilde Frafjord Johnson, née le 29 août 1963 à Arusha en Tanzanie, est une femme politique et diplomate norvégienne. Ancienne ministre du Développement international (en) de 1997 à 2001, elle devient Représentante spéciale de la Mission des Nations unies au Soudan du Sud en 2011.

## Biographie
Née en Tanzanie, elle est la fille de Carl Bjarne Johnson et de Ragnhild Frafjord membre de la Société missionnaire norvégienne (en). Arrivée en Norvège à l'âge de sept ans, elle obtient un Cand.mag. (en) et un Cand.polit. de l'Université d'Oslo avec une spécialisation en anthropologie sociale. À seize ans, elle entre aux Jeunes Chrétiens Démocrates (Norvège) (en).
Lors des élections législatives de 1993, elle est nommée députée au Storting pour le comté de Rogaland, place qu'elle conserve jusqu'en 2001. Au début des années 2000, elle fait partie des architectes de l'accord de paix entre les différents partis lors de la seconde guerre civile soudanaise, accord signé en janvier 2005,. Deux ans plus tard, elle est nommée directrice générale adjointe de l'UNICEF.
Elle est finalement nommée Représentante spéciale de la Mission des Nations unies au Soudan du Sud le 8 juillet 2011, chargée de toutes les opérations de l'ONU dans le pays,. À la suite de nombreuses critiques sur sa gestion, elle décide de démissionner de son poste et l'annonce en mai 2014. Son mandat prend fin le 8 juillet 2014.
Le 7 mai 2019, Kjell Ingolf Ropstad lui succède au poste de Secrétaire générale du Parti populaire chrétien. Elle avait été élue en mars 2016.

## Distinctions
- 2014 : Commandeur de l'Ordre de Saint-Olaf[3]